# Omar Gancedo
Omar Antonio Gancedo (Villa Alba, provincia de La Pampa, 1937) fue un artista plástico, poeta, grabador y antropólogo argentino con una extensa trayectoria en la ciudad de La Plata y la Universidad Nacional de La Plata.

## Actividad artística
Omar Gancedo nació en el año 1937 Villa Alba, una pequeña localidad de la provincia de La Pampa, que actualmente ha sido renombrada como José de San Martín. En la década de 1960 se mudó a La Plata, donde desarrolló su carrera como artista, realizando su producción en varios frentes simultáneos dentro de las artes, como el grabado, la poesía y la pintura.
Durante este década formó parte de El Grupo de los Elefantes con Raúl Fortín y Lidia Barragán. Este grupo fue la primera formación de poetas platenses cuya producción se oponía abiertamente a la tradición poética local. Estos artistas recitaban poesía de vanguardia, así como también participaban realizando pinturas murales.
También formó parte desde el año 1960 del Grupo Si, que era un grupo de jóvenes artistas que buscaban experimentar dentro de la pintura informalista, por medio de abandonar la figuración e incorporar materiales y texturas a las obras. Inicialmente se dedicó a la poesía y la escritura, pero luego se fue volcando hacia la pintura informalista mediante el empleo de la xilografía, poesía visual y la experimentación con primigenias computadoras; destacándose por ser el primero que logró conjugar obra plástica y literaria.

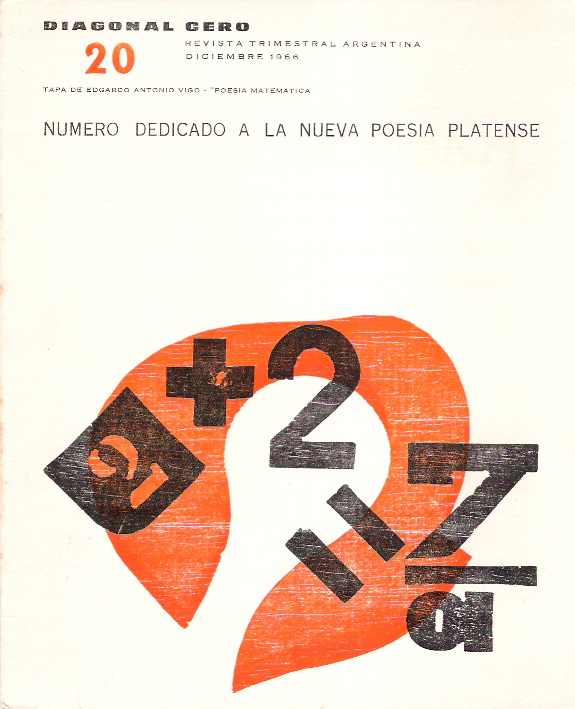
Portada de la revista Diagonal Cero.

Además fue parte del grupo editor inicial de la revista Diagonal Cero, dirigida por Edgardo Antonio Vigo, revista experimental pionera sobre poesía visual que distribuyó localmente y en el exterior. En esta revista publicó en diciembre de 1966 su serie de poemas titulada IBM (en referencia a la empresa tecnológica), los cuales constituyen el primer caso de poesía digital en la Argentina. Estas eran una serie de tres tarjetas IBM que incluían un poema codificado (en forma manual) en las perforaciones, junto con la decodificación automática en lengua natural impresa. Estos poemas publicados en la revista venían acompañados por un breve texto introductorio explicativo. También colaboró con otras revistas artísticas de La Plata, como Siglo XX, y Reflejos de Buenos Aires. Poco después de esta participación en la revista Diagonal Cero, se desvinculó de la misma y del grupo del mismo nombre.

## Actividad académica
A su vez, durante la década de 1960 estudió la carrera de antropología en la Facultad de Ciencias Naturales y Museo de la Universidad Nacional de La Plata, recibiéndose en el año 1966. Dos años más tarde obtuvo el título de Doctor en Ciencias Naturales, con la tesis doctoral titulada "Estudio sobre los guayaquí", bajo la dirección de Armando Vivante. Publicó también varios trabajos en revistas científicas y actas de congreso. 
Entre los años 1967 y 1971 fue ayudante diplomado, y desde dicho año hasta 1990 fue docente en esta facultad de las asignaturas Etnografía del Viejo Mundo, Etnografía Americana, Antropología Social y Etnografía General  que era el campo de estudio que desarrollo durante su carrera académica.